# Genesis Motor
Genesis Motors — марка автомобілів преміум класу, що є суббрендом компанії Hyundai Motor.

## Історія
Влітку 2015 року Hyundai Motor представила в США концепт дводверного чотиримісного купе Vision G, як прообраз стилю для майбутнього сімейства автомобілів преміум сегменту. В листопаді 2015 року компанія офіційно оголосила про створення суббренду Genesis. Моделі автомобілів отримають буквенно-цифрове позначення.
У грудні 2015 року був представлений перший автомобіль марки — представницький седан Genesis G90, який став переможцем Hyundai Equus. Пізніше автомобіль поступив у продажу на ринки Південної Кореї, США, Близького Сходу та Росії. Автомобіль випускається з трьома типами двигунів: V6 об'ємом 3,8 літра потужністю 315 к.с., Бі-турбованим V6 об'ємом 3,3 літри потужністю 370 к.с., а також V8 об'ємом 5 літрів потужністю 425 к.с.
Друга модель марки — седан Genesis G80, була представлена на Північноамериканському автосалоні в Детройті в січні 2016 року. Автомобіль є рестайлінг-версією моделі Hyundai Genesis другого покоління, представленої в 2013 році. В червні на міжнародному автосалоні в Пусані була також представлена модифікація Genesis G80 Sport, що відрізняється зміненою бампером, радіаторною решіткою, заднім дифузором та наявністю чотирьох патрубків вихлопної системи. Автомобіль випускається з тими же типами двигунів, що і модель G90.
У 2016 році під брендом Genesis продано загалом 87,130 автомобілів із яких 66,029 у Південній Кореї.

## Майбутні плани
У березні 2016 року на автосалоні в Нью-Йорку компанія Hyundai представила концепт седана під назвою Genesis New York Concept, який можливо стане прообразом моделі Genesis G70.

## Галерея

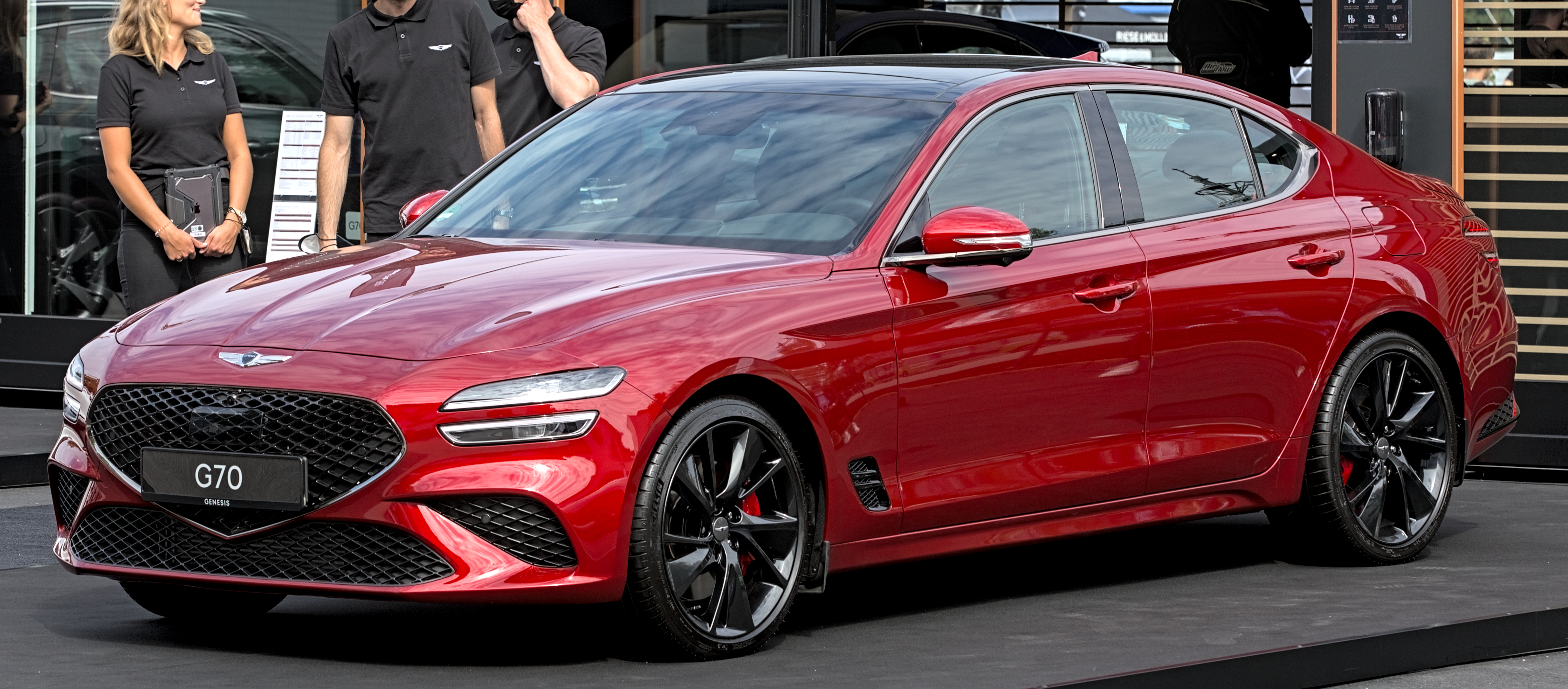
Genesis G70
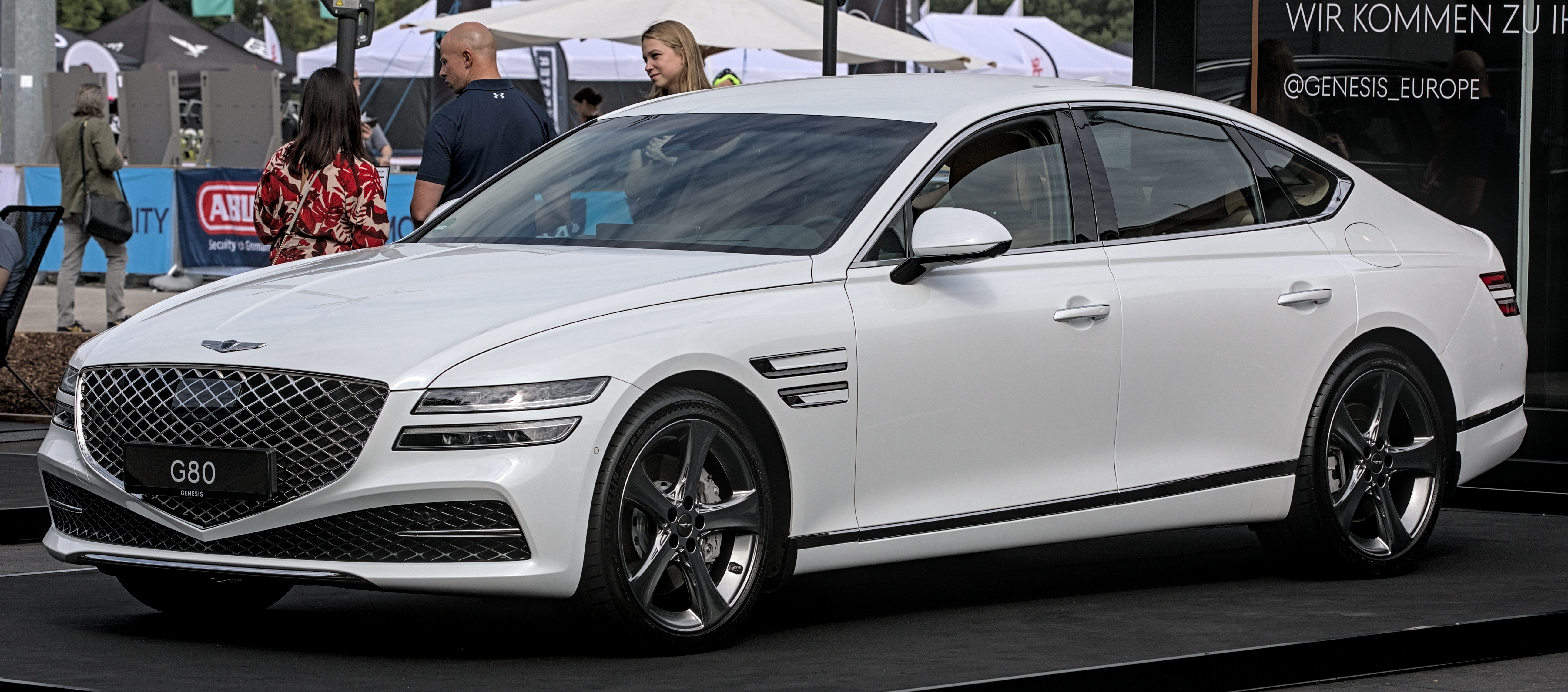
Genesis G80
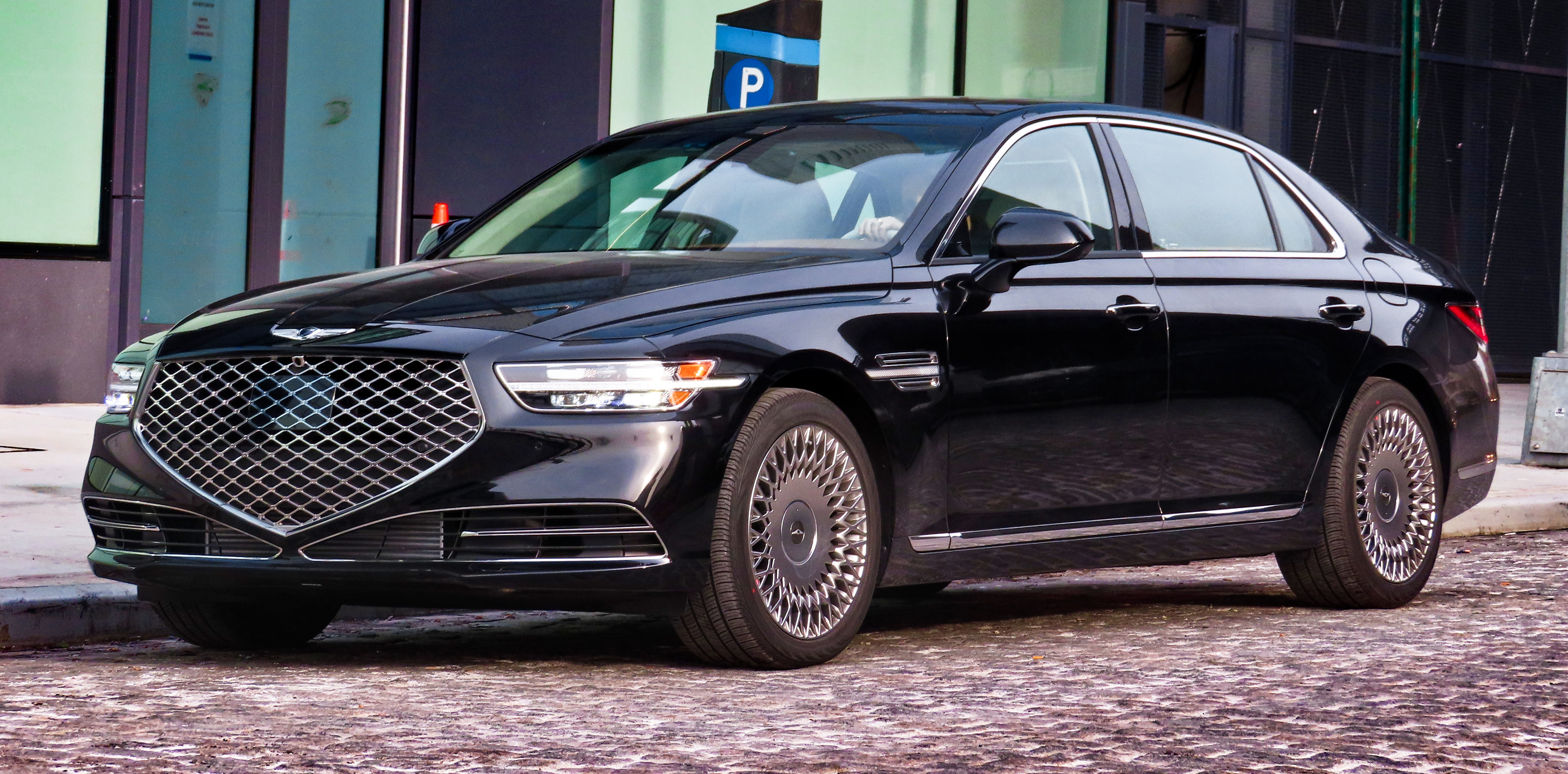
Genesis G90
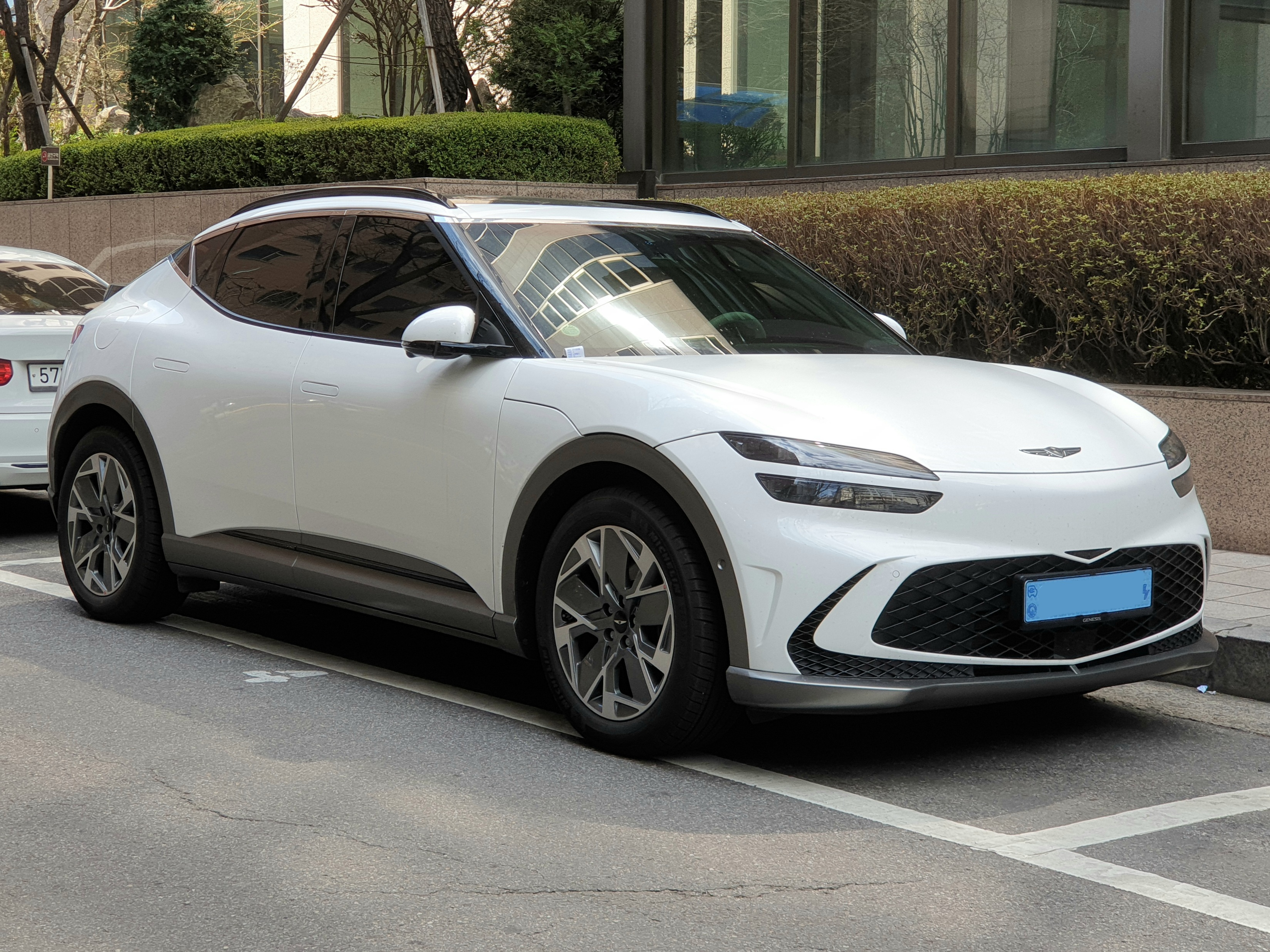
Genesis GV60
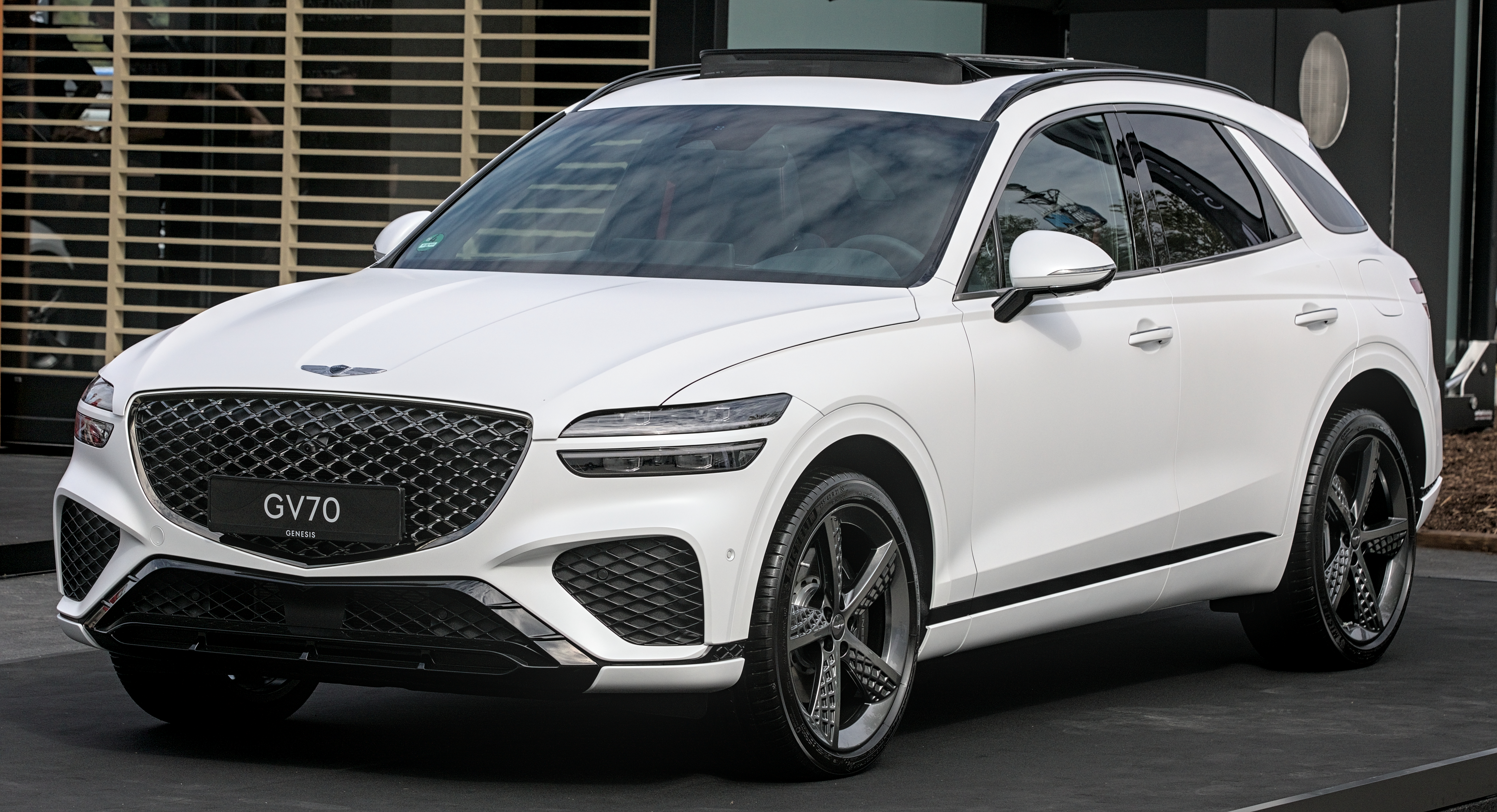
Genesis GV70
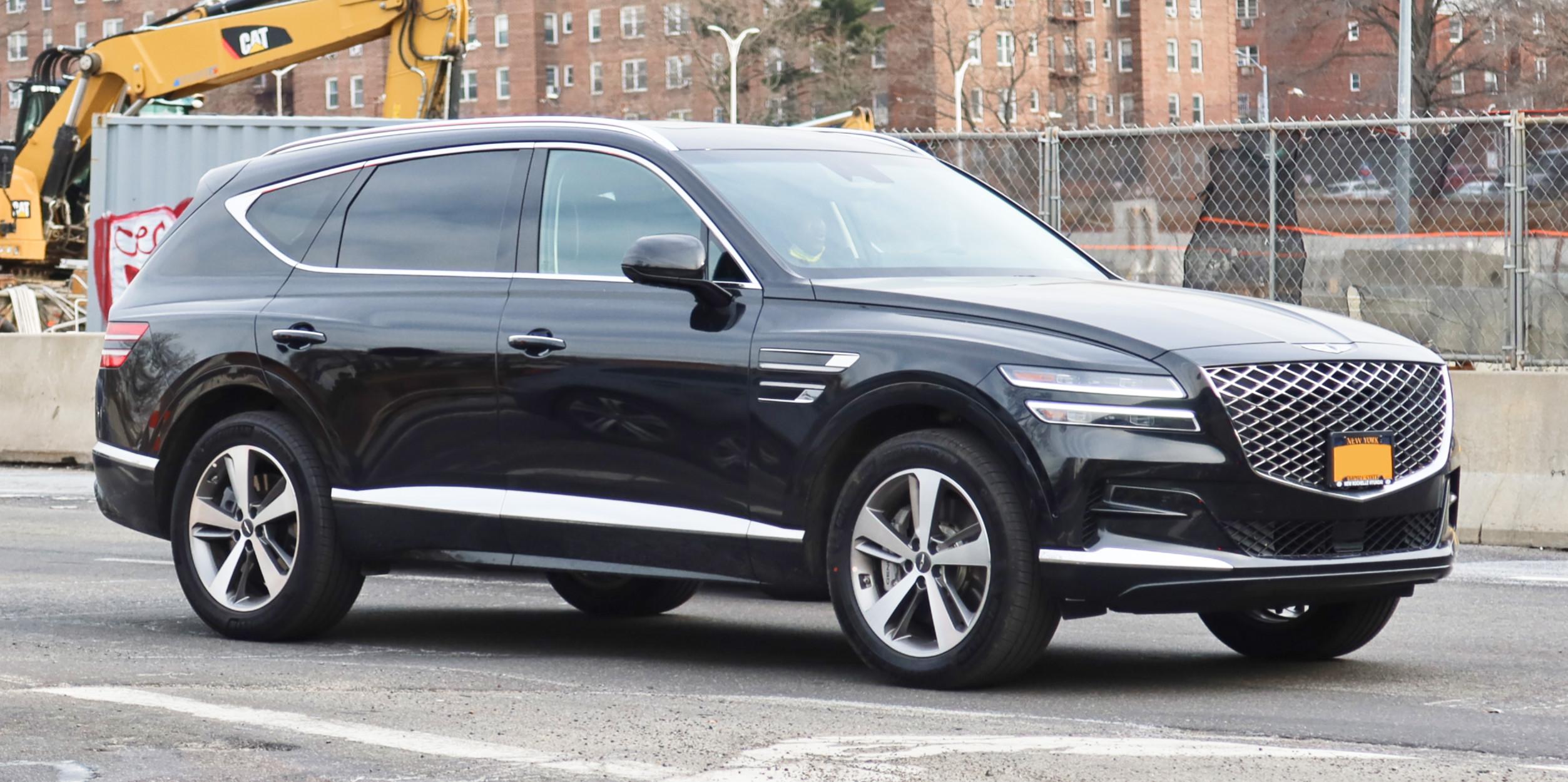
Genesis GV80